# エブロ川河口の海戦
エブロ川河口の海戦（エブロがわかこうのかいせん）は、第二次ポエニ戦争中の紀元前217年春、エブロ川河口で発生した海戦。ヒミルコ率いるカルタゴ海軍の40隻の五段櫂船と、グナエウス・コルネリウス・スキピオ・カルウス率いるローマ海軍の55隻が激突した。イベリア半島におけるカルタゴ軍の司令官であったハミルカル・バルカは、エブロ川以北のローマ軍を撃破するため陸海合同遠征軍を派遣した。しかし、カルタゴ海軍はローマ軍の奇襲により29隻を失って大敗し、イベリア半島周辺の制海権を失った。この勝利により、イベリア半島におけるローマの評価はさらに上がり、カルタゴ支配下にあった幾つかのイベリア人部族の反乱を招いた。

## 序幕
紀元前218年冬のキッサの戦いでハンノに勝利して以来、グナエウス・スキピオはエブロ川以北のイベリア半島でローマの地歩を固め、タラッコ（現在のタラゴナ）においた根拠地からエブロ川以南のカルタゴ拠点に襲撃を繰り返していた。グナエウス・スキピオがローマ本国からの増援を受けていなかったのに対し、ハスドルバル・バルカはイベリアで兵の召集を行い、軍の規模は拡大していた。紀元前218年にハンニバルがイベリア半島を出発したとき、イベリアに残ったカルタゴ海軍は五段櫂船32隻と三段櫂船5隻を有していた。紀元前218年冬、ハスドルバルは新たに10隻の五段櫂船を建造し、乗組員の訓練を行っていた。紀元前217年春、エブロ川以北のローマ支配地域に対して、陸海合同遠征軍を組織した。ハスドルバルは陸軍を指揮したが、その兵力は詳しく分かっておらず、副官のヒミルコに海軍の指揮権が与えられた。遠征軍は沿岸沿いに進み、夜間には艦船は陸軍の側に停泊した。
グナエウス・スキピオは、カルタゴ軍の兵力が自分を上回っていることを恐れ、海戦によって決着をつけることとした。イベリア侵攻時のローマ海軍は60隻の五段櫂船を有していたが、ローマに25隻を送り返したため（カルタゴ軍の襲撃により多くの乗組員を損失しており、また守備兵にも転用したため、乗組員不足が生じていた）、現有数は35隻に減少していた。しかしギリシャ人同盟都市のマッシリア（現在のマルセイユ）が20隻をローマ軍に提供した。

## 戦闘
エブロ川に到着すると、カルタゴ海軍はその河口に停泊した。艦隊は十分な食料の運搬能力を持たなかったため、乗組員は食料収集のため上陸した。ハスドルバルはローマ陸軍の動きを探るための偵察隊を出していたが、ヒミルコはローマ海軍偵察のための偵察艦は出していなかった。マッシリアの船2隻が停泊しているカルタゴ艦隊に近づき、気づかれずに離脱してグナエウス・スキピオにカルタゴ艦隊の到着を知らせた。ローマ艦隊はタラッコを出帆しており、グナエウス・スキピオが警報を受け取ったときには、カルタゴ艦隊の北方10マイルに位置していた。グナエウス・スキピオはより抜きの軍団兵を乗せ、カルタゴ艦隊攻撃のために出撃した。
ハスドルバルが派遣した陸軍の偵察隊は、ローマ艦隊の接近を確認し、カルタゴ艦隊に対して狼煙を使って警告した。しかし、多くの艦船の乗組員は上陸中であり、あわてて乗組員を戻してバラバラに出帆した。各艦の協調はほとんど取られておらず、乗組員不足の艦もあった。ヒミルコが出帆すると、ハスドルバルは陸軍兵を海岸に集めて喚声をあげさせ、海軍を元気付けた。
ローマの奇襲および数的優位性（55隻対40隻）だけでなく、カルタゴ艦隊の1/4は訓練が不足していた。ローマ艦隊は35隻のローマ艦が前方に、20隻のマッシリア艦が後方に戦列を組み、連度に優れたマッシリア艦はカルタゴ艦の機動を封じ込めた。カルタゴ艦が河口から出てくると、ローマ艦はこれに衝角攻撃を実施して4隻を撃沈し、2隻に接舷攻撃をしかけて鹵獲した。カルタゴ艦の乗組員は戦意を失い、陸軍が守る海岸に乗り上げた。このうち23隻をローマ軍は鹵獲した。

## その後
長期的な観点から、カルタゴにとってこの敗北は大きかった。ハスドルバルはその根拠地であるカルト・ハダシュト（現在のカルタヘナ）に引き返すことを余儀なくされ、またカルタゴ支配地に対するローマの海上からの攻撃を恐れる必要があった。イベリア半島のカルタゴ海軍が粉砕されたため、カルタゴ本国から艦隊を呼び寄せるか、あるいは新規に艦艇を建造する必要があったが、何れも実施されなかった。イベリア人乗組員の戦闘能力は不足しており、また彼らを解雇したことによりいくつかの部族が反乱し、その鎮圧のためにカルタゴ本国から歩兵4,000と騎兵500を送ることが強いられた。ハスドルバルは紀元前216年の1年間を、この反乱の鎮圧に費やした。
紀元前217年、カルタゴの本国艦隊がコサ（en、現在のグロッセート県アンセドニア）からイベリアに向かっていたローマ輸送船団を拿捕した。プブリウス・コルネリウス・スキピオ（グナエウスの弟）は、その年の秋にイベリアに8,000の兵と共に到着していたが、イベリアからハンニバルへの如何なる支援も絶つように元老院から命令されていた。これは紀元前211年以前にローマがイベリアに送った唯一の増強兵力であった。スキピオ兄弟はカルタゴ支配下のイベリアを襲撃していたが、紀元前215年にデルトサの戦いでハスドルバルと対峙し、これに勝利した。
グナエウス・スキピオによりローマ艦隊の優位性が確保され、その後はローマからの海上補給がイベリアのカルタゴ艦隊に阻止されることはなくなり、またローマ艦隊がカルタゴの拠点を自由に襲撃できるようになった（最大の勝利は紀元前209年のカルタゴ・ノウァの戦いである）。それ以降のカルタゴ海軍の大規模な活動は、紀元前205年のマゴ・バルカ（ハンニバルの末弟）のイタリア侵攻（ポー平原遠征）まで実施されなかった。

### その他文献
- Dodge, Theodore A. (1891). Hannibal. Da Capo Press. ISBN 0-306-81362-9
- Warry, John (1993). Warfare in the Classical World. Salamander Books Ltd. ISBN 1-56619-463-6
- Livius, Titus (1972). The War with Hannibal. Penguin Books. ISBN 0-14-044145-X
- Delbruck, Hans (1990). Warfare in Antiquity, Volume 1. University of Nebraska Press. ISBN 0-8032-9199-X
- Lancel, Serge (1997). Carthage: A History. Blackwell Publishers. ISBN 1-57718-103-4